# Ptychohyla dendrophasma
Ptychohyla dendrophasma är en groddjursart som först beskrevs av Campbell, Smith och Rebeca Acevedo 2000.  Ptychohyla dendrophasma ingår i släktet Ptychohyla och familjen lövgrodor. IUCN kategoriserar arten globalt som akut hotad. Inga underarter finns listade i Catalogue of Life.